# Шенирер, Сарра
Сарра Шенирер (иногда также Сора Шенирер) (1883—1935, Краков) — деятель еврейского образования в Польше, известна более всего созданием сети ортодоксальных школ для девочек «Бейс-Яаков».
Традиционная система еврейского образования включала в себя обучение мальчиков еврейским предметам. Девочки, как правило, не получали религиозной подготовки, кроме дома. Впервые школа, где сочетались бы еврейские и светские предметы появилась в Хальберштадте в Саксонии в 1796 году, с 1827 года школа принимала и девочек. Ничего подобного не было в Восточной Европе, иногда девочки получали светское образование у домашних учителей или в государственной школе. В некоторых местах действовали хедеры для девочек.
В итоге это приводило к ощутимому несоответствию в образовательном уровне мужчин и женщин, к тому же при наступление современной культуры наблюдался заметный отход от еврейской традиции, прежде всего у девочек.
В 1900 году разразился Аратенский скандал, когда еврейская девочка из религиозной семьи, Михалина Аратан, сбежала в католический монастырь и крестилась. Данный случай ещё раз показал необходимость создания сети школ для девочек, где бы они могли получить современное образование, не отходя от еврейской традиции.

Надгробие Сарры Шенирер в Кракове. Было разрушено нацистами, восстановлено в 2003.

Всё это привело Сарру Шенирер, скромную портниху из Польши, к мысли создать еврейскую религиозную школу для девочек. На неё оказало влияние также учение р. Шимшон Рафаэль Гирша «Тора им дерех-эрец» (сочетание религиозных предписаний с участием в жизни окружающего нееврейского общества), с учением рава Гирша Сарра познакомилась, когда жила во время Первой мировой войны в Вене. Первоначально идея казалась революционной и вызвала значительное сопротивление и насмешки. Но Сарре удалось заручиться поддержкой таких видных раввинов как Гурского Реббе и Хафец-Хаима. Около 1917 года открылись первые школы «Бейт-Яаков» («Дом Иакова», в ашкеназском произношении — «Бейс-Яаков»). Критический прорыв произошёл в 1919 году, когда система школ получила поддержку движения Агудат Исраэль.

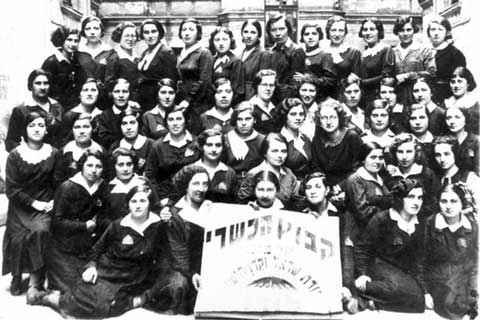
Второй выпуск школы Бейт-Яаков в 1934 году. Лодзь, Польша.

Программа, разработанная др. Лео Дойчлендером (1888—1936) из Германии, включала в себя изучение Торы, Танаха (еврейской Библии), Сиддура (молитвенник), Галахи (еврейского закона) и её духа по книгам раввинов Ш. Р. Гирша, Моше Хаима Луцатто, Йозефа Бройера, а также иврит, включая грамматику, польский и немецкий языки, основы педагогики и психологии, рукоделие и физкультуру.
К смерти Сарры Шенирер в 1935 году действовало уже сотни школ, охватывавших около 35 тысяч учениц. Затем школы распространились в США и Израиль. В настоящее время считаются традиционными школами, бастионом еврейской ортодоксии с ультра-ортодоксальным оттенком. В самой Польше система была уничтожена в ходе Холокоста. Около 90 лет после кончины Сарры Шенирер были опубликованы части её личного дневника, из которого видно, что первый брак закончился разводом. Она поздно вышла замуж во второй раз и умерла от рака в 52 года, своих детей у неё не было.
Могилу Сарры Шенирер в Кракове разрушили нацисты во время Холокоста. В 2000-х годах был поставлен новый памятник. В январе 2024 года могила заново была разрушена с помощью бульдозера или экскаватора.